# Бояня Вас
Бояня Вас (словен. Bojanja vas) — поселення в общині Метлика, регіон Південно-Східна Словенія, Словенія.